# Coulomb (månekrater)
Coulomb er et nedslagskrater på Månen. Det befinder sig på Månens bagside bag den nordvestlige rand og er opkaldt efter den franske fysiker Charles A. Coulomb (1736 – 1806).
Navnet blev officielt tildelt af den Internationale Astronomiske Union (IAU) i 1970. 

## Omgivelser
Coulombkrateret ligger vest-sydvest for det store Poczobuttkrater og nordøst for Sartonkrateret.

## Karakteristika
Kraterranden er let eroderet, men har bevaret en tydelig kant og nogle gamle terrasser på de indre, brede vægge. Kraterets ydre har rester af en vold, der strækker sig over næsten en tredjedel af kraterdiameteren. Satellitkrateret "Coulomb V" ligger lige uden for den vest-nordvestlige rand, mens "Coulomb J" på den modsatte side ligger i kort afstand fra den ydre rand, så de danner et næsten symmetrisk mønster. De indre vægge i krateret har kun få små nedslag, men har et nær begge de to nævnte satellitkratere.
Inden for de skrånende indre vægge er kraterbunden bemærkelsesværdigt jævn og næsten uden særlige træk, især i forhold til det vildsomme terræn, som omgiver krateret. Der findes kun få meget små kratere på bunden, og et lille krater nær den syd-sydøstlige væg.

## Satellitkratere
De kratere, som kaldes satellitter, er små kratere beliggende i eller nær hovedkrateret. Deres dannelse er sædvanligvis sket uafhængigt af dette, men de får samme navn som hovedkrateret med tilføjelse af et stort bogstav. På kort over Månen er det en konvention at identificere dem ved at placere dette bogstav på den side af satellitkraterets midte, som ligger nærmest hovedkrateret. Coulombkrateret har følgende satellitkratere:
| Coulomb | Længde  | Bredde   | Diameter |
| ------- | ------- | -------- | -------- |
| C       | 57,4° N | 110,8° V | 34 km    |
| J       | 53,1° N | 111,6° V | 35 km    |
| N       | 50,6° N | 115,8° V | 32 km    |
| P       | 50,5° N | 117,4° V | 38 km    |
| V       | 55,6° N | 118,1° V | 36 km    |
| W       | 56,5° N | 120,4° V | 34 km    |

## Måneatlas
- Billeder af Coulombkrateret i LPI-måneatlasset